# 318682 Carpaccio
318682 Carpaccio este o planetă minoră (asteroid) din centura de asteroizi. A fost descoperită pe 29 august 2005 la Saint-Sulpice de Bernard Christophe⁠(d). 
Obiectul prezintă o orbită caracterizată de o semiaxă mare de 2,773211719032 UAi, o excentricitate de 0,08, o înclinație de 3,6 ° în raport cu ecliptica.